# إدوين فوربس غلين
إدوين فوربس غلين (بالإنجليزية: Edwin Forbes Glenn)‏ هو كاتب أمريكي، ولد في 10 يناير 1857 في غرينزبورو في الولايات المتحدة، وتوفي في 5 أغسطس 1926.